# Stazione di Cavatigozzi-Spinadesco
La stazione di Cavatigozzi-Spinadesco era una fermata ferroviaria posta sulla linea Cremona-Iseo. Serviva i paesi di Cavatigozzi e di Spinadesco.

## Storia
La fermata venne costruita come parte della tratta da Soresina a Cremona della linea Cremona-Iseo della Società Nazionale Ferrovie e Tramvie (SNFT), aperta all'esercizio il 2 gennaio 1926.
Cessò l'esercizio con la chiusura della linea il 31 marzo 1956.

## Strutture e impianti
La fermata di Cavatigozzi-Spinadesco era posta alla progressiva chilometrica 19+124 da Soresina, fra le stazioni di Sesto Cremonese e di Cremona Porta Milano.